# Joseph Bonafos
Joseph Bonafos (Perpinyà, 4 de desembre del 1725 - 5 de febrer del 1779) va ser professor i degà de la Facultat de medicina de Perpinyà, protometge del Rosselló i la Cerdanya, i metge consultor de l'exèrcit reial a la capital del Roselló.

## Biografia
FIll i germà (respectivament) dels metges i professors Emmanuel (segle XVII-segle xviii)  i François Bonafos (1739-1818 o post), es doctorà en medicina a la universitat de Perpinyà el 1746, i deu anys més tard (setembre del 1756) obtingué una càtedra vacant a la mateixa institució, d'on en seria nomenat rector el 7 de gener del 1772. Exercí la professió a l'Hospital general de Perpinyà (a partir del 1750), a l'Hospital de Cotlliure (fins al 1756), a l'Hôtel-Dieu de Perpinyà (a partir del 25 de maig de 1761) i a l'Hospital militar de Perpinyà (9.7.1764-1779). El 18 de maig del 1777 va ser nomenat metge consultor dels exèrcits reials.
Va ser autor de diversos escrits, un dels quals el primer estudi publicat sobre les aigües termals de la Catalunya del Nord. Fou membre de la "Société royale de Médecine". El seu fill Emmanuel Bonafos i Siau (1774-1854), i el net Emmanuel Bonafos-Lazerme (1824-1885), van ser també metges a Perpinyà. D'un matrimoni anterior, en Joseph tingué un fill (germanastre d'Emmanuel Bonafos i Siau), de nom també Joseph i advocat d'ofici, que va ser executat pels revolucionaris a Versalles, el 9 de setembre del 1792

## Obres
- Constitution des maladies des soldats du régiment de Vermandois en garnison à Perpignan pendant l'été 1776. Manuscrit conservat a la biblioteca de l'Acadèmia nacional de Medicina francesa, (1776).
- Una "Description d'une épidémie qui a regné en 1774 parmi les soldats de la garnison de Perpignan", a  Histoire de la Société royale de mèdecine, années 1777-1778, avec les mémoires de médecine & de physique médicale pour les mémes années, tirés des registres de cette société.  París: chez Didot, le jeune, 1780.
- «Mémoire sur la situation, l'air et les eaux de la Ville de Perpignan, et de la Province de Roussillon». A: Recueil d'observations de mèdecine des hôpitaux militaires. tome 2, p. 49-63.
  -  Mémoire sur la situation, l'air et les eaux de la Ville de Perpignan, et de la Province de Roussillon par Monsieur Bonafos docteur en médecine de l'hôpital de Perpignan. Manuscrit conservat a la mediateca de Perpinyà, 1774.[Enllaç no actiu]
- «Mémoire sur les eaux de la Preste en Roussillon». Mémoires de la Société Royale de médecine, 1777, pàg. 387-398.[Enllaç no actiu] («exemplar digitalitzat».)
- Bacher, Georges-Frédéric. Recherches sur les maladies chroniques, particuliérement sur les hydropisies, et sur les moyens de les guérir.  París: chez la Veuve Thiboust - chez Didot, le jeune, 1776. Comprèn diversos textos de Joseph Bonafos:
  -  Observation IX. Anasarque & Ascite par irritation, à la suite d'une fievre ardente, p. 185-193.
  -  Observation X. Hydropisie ascite & leucophlegmatique, causée par des obstructions, à la suite d'une fievre intermittente invétérée, p. 396-398.
  -  Observation XI. Hydropisie de poitrine, à la suite d'une oppression de poitrine, causée par l'épaississement des liquides, p. 399-401.
  -  Observation XII. Complication d'Hydropisie de poitrine, d'ascite & d'anasarque, occasionnée par la débauche, p. 402-407.
  -  Observation XIII. Hydropisie de poitrine guérie par les fondans & le suc de Taraxacum, p. 407-409.
  -  Observation XIV. Hydropisie compliquée d'un virus vérolique & scrophuleux, p. 409-412.
- «Observation sur une imperforation du rectum dans an enfant». Journal de Médecine, tome VII, 1776, pàg. 360-363.[2]
- Andry, Charles Louis François. «Observations de M. Bonafos». A: Recherches sur la rage. Nouvelle edition.  París: chez Didot, le jeune, 1780, p. 152-163.
- Una "Dissertation physiologique de sanguine" (1760)[1]